# Universiteit van Hull
De Universiteit van Hull of Hull-universiteit is een Britse universiteit die gevestigd is in de stad Kingston upon Hull in Engeland. Zij werd opgericht in 1927 en wordt beschouwd als een provinciale of zogenaamde 'redbrickuniversiteit', al werden naast de traditionele hoofdgebouwen en de schoolgebouwen uit de jaren zestig de laatste decennia verscheidene bouwstijlen toegepast, waaronder de oprichting van zeer moderne nieuwe gebouwen.
De belangrijkste campus is gelegen in het residentiële district North Hull langs de weg die leidt naar Cottingham. Hier bevindt zich tevens de Hull York Medical School, een gezamenlijk initiatief met de Universiteit van York. De universiteit beschikt ook over een kleinere campus (Scarborough Campus) aan de kust van North Yorkshire. Verder is de onderwijsinstelling ook een partner van het universitaire centrum Grimsby Institute of Further and Higher Education in het noordoosten van Lincolnshire.
De bibliotheek Brynmor Jones Library was de werkplaats van de dichter Philip Larkin, die er dertig jaar lang werkte als hoofdbibliothecaris. Een vereniging ter ere van deze dichter organiseert activiteiten ter nagedachtenis aan Larkin, waaronder het festival Larkin 25 in samenwerking met de universiteit. De bibliotheek was ook de voormalige werkplaats van dichter des vaderlands Andrew Motion en filmregisseur Anthony Minghella. Rector van de universiteit van 1978 tot 1994 was baron Richard Wilberforce, daarna volgden baron Robert Armstrong van 1994 tot 2006 en barones Virginia Bottomley van 2006 tot 2023. Dat jaar nam Alan Johnson het van haar over. Alumni van de universiteit zijn werkzaam op uiteenlopende gebieden, zoals het wetenschappelijk onderwijs, de politiek, de journalistiek en de podiumkunsten. Onder hen bevinden zich voormalig Britse parlementslid en vice-eersteminister John Prescott, socioloog Anthony Giddens, dichter Roger McGough, auteur John McCarthy en de acteurs Mark Charnock en Sian Reese-Williams uit de televisiereeks Emmersdale.
 België - Universiteit Antwerpen ·
 Tsjechië - Masaryk-universiteit ·
 Denemarken - Universiteit van Aarhus ·
 Spanje - Complutense-universiteit van Madrid ·
 Finland - Universiteit van Helsinki ·
 Frankrijk - Université de Lille · Universiteit van Straatsburg ·
 Duitsland - Ruhr-universiteit van Bochum · Universiteit Leipzig ·
 Estland - Universiteit van Tartu ·
 Griekenland - Aristoteles-universiteit van Thessaloniki ·
 Hongarije - Eötvös Loránd Tudományegyetem ·
 IJsland - Háskóli Íslands ·
 Ierland - University College Cork ·
 Italië - Università di Bologna ·
 Letland - Latvijas Universitāte ·
 Litouwen - Universiteit van Vilnius ·
 Malta - Universiteit van Malta ·
 Nederland - Hogeschool voor de Kunsten Utrecht · Universiteit Utrecht ·
 Noorwegen - Universiteit van Bergen ·
 Oostenrijk - Universiteit van Graz ·
 Polen - Jagiellonische Universiteit ·
 Portugal - Universiteit van Coimbra ·
 Roemenië - Alexander Jan Cuza-universiteit van Iași ·
 Slowakije - Comeniusuniversiteit Bratislava ·
 Slovenië - Universiteit van Ljubljana ·
 Turkije - Boğaziçi Universiteit ·
 Verenigd Koninkrijk - Queens University Belfast · Universiteit van Hull ·
 Zwitserland - Universität Basel